# Université Strathmore
L’université Strathmore (en anglais : Strathmore University) est une université agréée basée à Nairobi, au Kenya. Sa fondation remonte à 1961, en tant que premier collège multi-racial, multi-religieux préparant aux A-levels (c'est-à-dire la classe terminale dans le système d'éducation au Royaume-Uni et dans le monde anglo-saxon en général) et proposant des matières scientifiques et artistiques. Elle compte 5000 étudiants.

## Histoire
L'université a été fondée par un groupe de professionnels qui ont formé un régime fiduciaire d'épargne-études de bienfaisance (maintenant Strathmore Educational Trust). Saint Josemaría Escrivá, fondateur de l'Opus Dei, inspira et encouragea cette initiative.
Strathmore propose également un programme de comptabilité particulièrement réussi : 60 % des finalistes de l'APC au Kenya en provenance de ces dix dernières années, datant de 2007. L'actuel vice-chancelier de l'Université est le professeur John Odhiambo.
Le campus est parfois qualifié de Silicon Valley de Nairobi.
L'université de Strathmore fait partie des principaux bénéficiaires du financement de la recherche.
La Strathmore University Foundation soutient l’université en favorisant les alliances avec d’autres institutions internationales, en maintenant le contact avec les anciens élèves et en finançant la recherche,.
Engagée dans une démarche écologique, l'université de Strathmore est le premier établissement d'enseignement en Afrique subsaharienne à atteindre une empreinte carbone de zéro.

## Classement et partenariat
En 2018, l'université est la 5e meilleure du Kenya et 76e meilleure d'Afrique, et son école de commerce, internationalement reconnue, est la première du Kenya d'après le classement Eduniversal.
L'université a un partenariat avec le MIT et un double diplôme avec Sciences Po Paris,.

## Formations
- Faculté des technologies de l'information[11].
- Strathmore Business School[12]
- Faculté de droit
- Comptabilité
- Humanités et sciences sociales
- Management et commerce
- Mathématiques

## Personnalités liées à l'université

### Étudiants
- Patrick Njoroge (en), président de la banque centrale du Kenya depuis 2015.
- Mukami Kimathi, activiste en faveur des droits humains et de l'indépendance du Kenya